# 아르가닐

아르가닐의 위치

아르가닐(포르투갈어: Arganil)은 포르투갈 코임브라 현에 위치한 도시로 면적은 332.84km2, 인구는 12,145명(2011년 기준), 인구 밀도는 36명/km2이다.

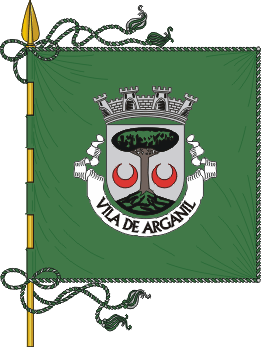
시기
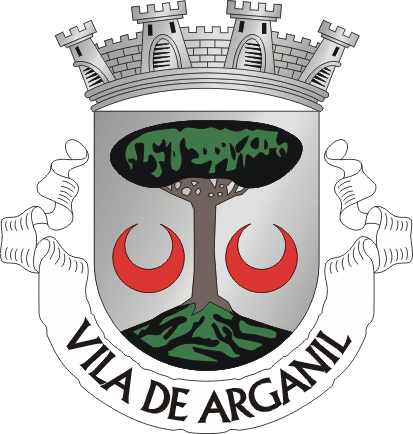
시 문장